# ヒ・ラ・ヒ・ラ淫ら
「ヒ・ラ・ヒ・ラ淫ら」（ヒラヒラみだら）は、1990年3月21日に発売された髙橋真梨子の16枚目のシングルである。

## 収録曲
- 全曲編曲：奥慶一

1. ヒ・ラ・ヒ・ラ淫ら
作詞：大津あきら／作曲：鈴木キサブロー
2. DANCEはひとり
作詞：髙橋真梨子／作曲：三浦一年